# Comrade X
Comrade X (br O Inimigo X) é um filme de comédia romântica estadunidense de 1940, dirigido por King Vidor para a Metro-Goldwyn-Mayer. O filme foi indicado ao Óscar de melhor história original. De acordo com a MGM, arrecadou 1 milhão e quinhentos e vinte mil dólares nos Estados Unidos e Canadá e 559 mil dólares no resto do mundo, gerando um lucro de 484 mil dólares.

## Elenco
- Clark Gable...McKinley B. "Mac" Thompson
- Hedy Lamarr...Golubka / Theodore Yahupitz / Lizvanetchka "Lizzie"
- Oskar Homolka...Comissário Vasiliev
- Felix Bressart...Igor Yahupitz / Vanya
- Eve Arden...Jane Wilson
- Sig Ruman...Emil Von Hofer
- Natasha Lytess...Olga Milanava
- Vladimir Sokoloff...Michael Bastakoff
- Edgar Barrier...Rubick, Ajudante do comissário
- Georges Renavent...Laszlo
- Mikhail Rasumny...oficial russo

## Sinopse
Na União Soviética a imprensa estrangeira está sob censura, mas o repórter norte-americano McKinley "Mac" Thompson escreve secretamente reportagens e as envia clandestinamente ao seu jornal no exterior, sob o codinome de "Camarada X", a quem a polícia secreta soviética procura identificar. O segredo de Mac é descoberto pelo camareiro,Vanya, que lhe chantageia, obrigando-o a prometer que levará a filha Theodore (condutora de bonde que usa um nome masculino pois apenas homens podem ser motorneiros) para os Estados Unidos. Theodore é uma ardorosa comunista e Mac, sem alternativas, vai até ela e a engana, dizendo-se também um adepto do regime. E a convence a ir aos Estados Unidos com ele para trabalharem em favor dos soviéticos. Os dois se casam rapidamente para conseguirem o visto de saída do país, mas o chefe da polícia secreta, Comissário Vasiliev, prende Mac e todos com quem ele se encontrou, quando descobre as pistas sobre a identidade do "Camarada X" que estavam com Vanya.